# Romeu Correia

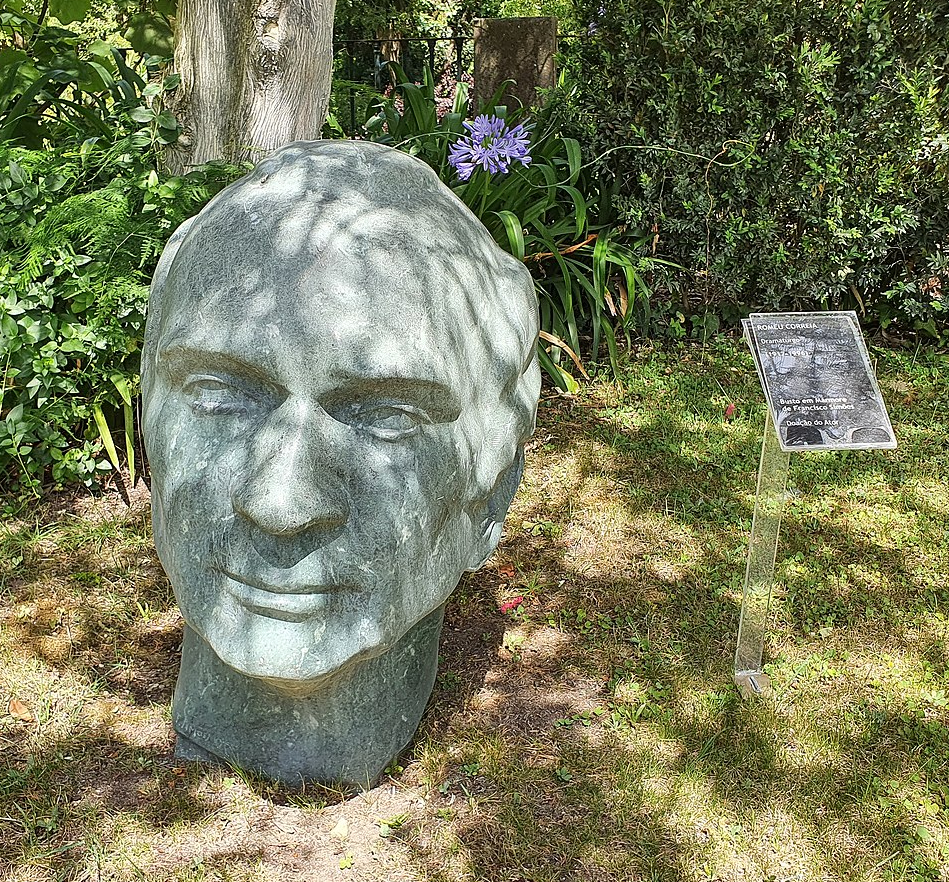
Busto em mármore de Romeu Correia da autoria de Francisco Simões - Parque do Monteiro-Mor, Lisboa

Romeu Henrique Correia (Cacilhas, Almada, 17 de Novembro de 1917 - Almada, Almada, 12 de Junho de 1996) foi um escritor, dramaturgo e desportista português. Em Almada, cidade onde nasceu e viveu, existe o Fórum Municipal Romeu Correia, espaço cultural inaugurado em 1997, onde se concentram a Biblioteca Municipal e o Auditório Fernando Lopes-Graça.  Na freguesia de Feijó, existe a Escola Secundária Romeu Correia e no Núcleo Histórico de Almada (Rua Leonel Duarte Ferreira, Almada Velha) pode ser encontrado um painel em azulejo alusivo à sua obra literária, da autoria de Louro Artur. 

## Biografia
Romeu Correia foi escritor e dramaturgo autodidata. Colaborou em várias publicações, das quais se destacam o O Comércio do Porto, Vértice, Sílex, Jornal Record entre outras.
Destacou-se como ficcionista e dramaturgo, inserindo-se inicialmente na corrente Neorrealista. As suas obras são marcadas por uma forte ligação às fontes da literatura oral popular e decorrem frequentemente em ambientes como os do circo, das feiras, do teatro de fantoches ou outros grupos marginais à sociedade. A estas características aliam-se, porém, técnicas dramáticas do teatro de vanguarda. Foi, nos últimos anos da sua vida, o dramaturgo mais representado por grupos amadores de teatro em Portugal.
Além da carreira literária, Romeu Correia foi atleta de competição em atletismo, chegando a ser campeão de boxe amador. Casou em outubro de 1942 com Almerinda Correia, uma futura campeã nacional de Atletismo, da qual foi treinador. 
A sua obra foi distinguida com alguns prémios literários, entre os quais o Prémio da Crítica (1962), pela peça Vagabundo das Mãos de Oiro, o Prémio da Casa da Imprensa - Óscares da Imprensa (1963 e 1972), pelas peças Vagabundo das Mãos de Oiro e Roberta, respetivamente, o Prémio de Teatro da Imprensa Regional (1965), pela peça Bocage, o Prémio Académico Ricardo Malheiros pela Academia das Ciências de Lisboa (1976), pelo livro de contos Um Passo em Frente, e o Prémio de Teatro 25 de Abril da Associação Portuguesa de Críticos de Teatro (1984). Em 1972, numa atitude de coragem, Romeu Correia recusou o Prémio Alfredo Cortês conferido pelo S.N.I (Secretariado Nacional de Informação).
De todos os seus romances, como são exemplos Trapo Azul (1948), Calamento (1950), Gandaia (1952), Desporto Rei (1955), Tritão (1982) ou Cais do Ginjal (1989), é Bonecos de Luz (1961) o seu romance mais consagrado, incluído por diversas vezes em manuais escolares do 1.º e 2.º ciclos, chegando a ser obra de leitura recomendada para o liceu. Em 2017, Bonecos de Luz foi adaptado para teatro pela Companhia de Teatro de Almada, com encenação de Rodrigo Francisco.
Escreveu contos, romances e biografias mas foi no teatro que deixou a maior marca. Casaco de Fogo (1953), levado à cena pelo Teatro Nacional, Céu da Minha Rua[ligação inativa] (1955); Laurinda (1956), Sol na Floresta (1957), Bocage (1965); Jangada (1966), Amor de Perdição (1966), a partir do romance de Camilo Castelo Branco, O Vagabundo das Mãos de Ouro (1960), encenado pelo Teatro Experimental do Porto, O Cravo Espanhol (1970), levado à cena pelo Teatro Nacional, Roberta (1971), Grito no Outono (1982), O Andarilho das Sete Partidas (1983) e A Palmatória (1995) são os grandes destaques na dramaturgia de Romeu Correia. Algumas das suas peças foram transmitidas na RTP,  com destaque para Céu da Minha Rua[ligação inativa] , a 4 de novembro de 1958, que contou com Amália Rodrigues a estrear como atriz na televisão.
A sua peça Tempos Difíceis (1982), originalmente intitulada Rectaguarda, foi encenada por Joaquim Benite no início dos anos 80 e levada ao palco pela Companhia de Teatro de Almada (antigo Grupo de Teatro de Campolide), com mais de cem representações. Fizeram parte do elenco nomes como Canto e Castro, Ema Paul e António Assunção.  Em maio de 2016, a peça O Cravo Espanhol foi levada à cena pelo grupo Teatro da Terra, em Ponte de Sor, com encenação de Maria João Luís. 
O livro biográfico José Bento Pessoa (biografia,1974) foi reeditado em 2008, e posteriormente em 2013, com os apoios do Casino Figueira e do Arquivo Histórico do Ginásio Clube Figueirense. 
Algumas das obras de Romeu Correia foram traduzidas para chinês, húngaro, checo, alemão, russo, polaco e italiano. A peça Vagabundo das Mãos de Oiro (1960) está traduzida em alemão, húngaro e italiano. O conto A Relva e o Ovo (integrado no livro de contos Um Passo em Frente, de 1976, e pelo qual o escritor recebeu o Prémio Ricardo Malheiros) está traduzido para russo assim como a peça Casaco de Fogo (1953). 

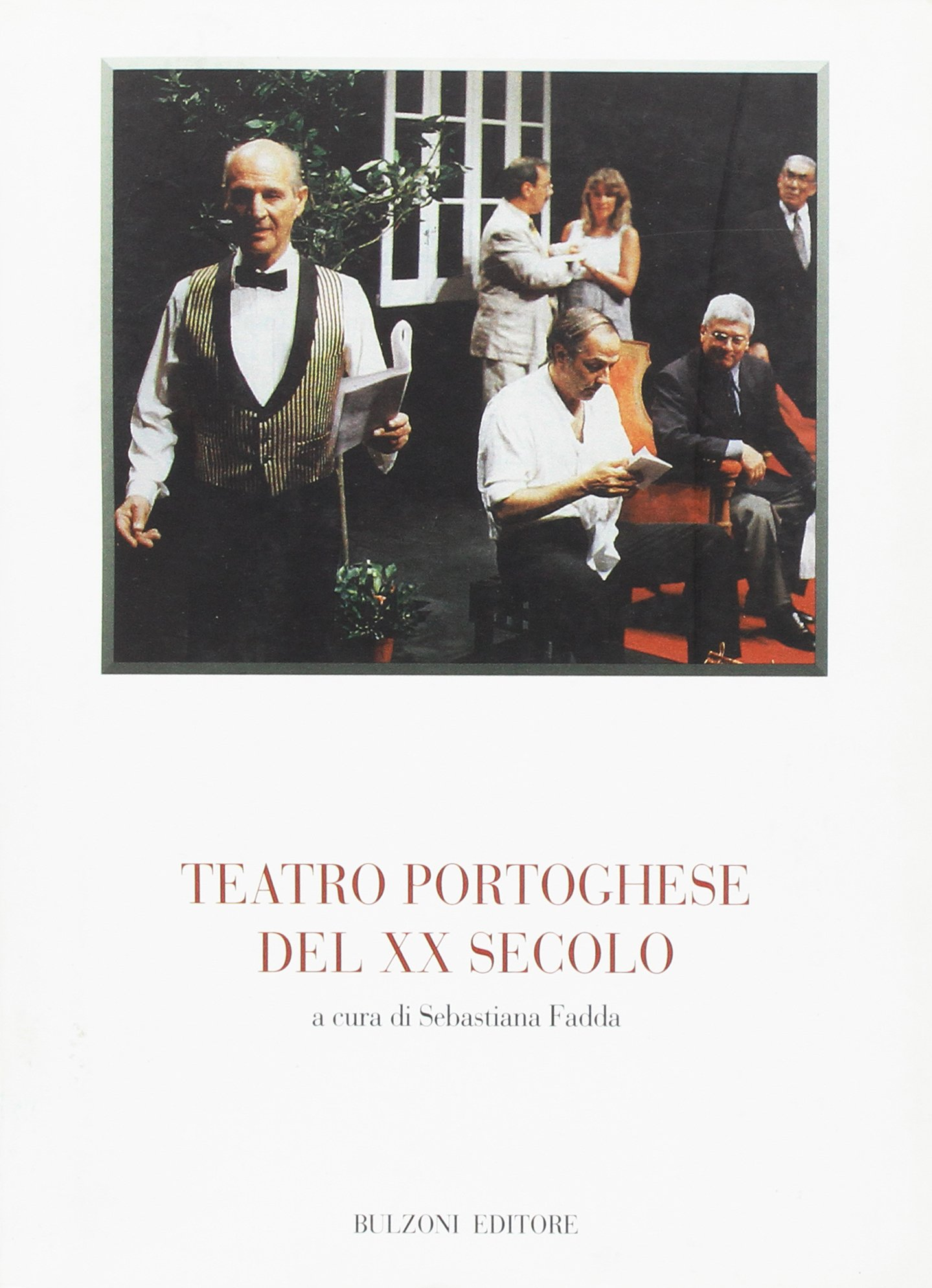
Antologia teatral em italiano com a tradução da peça O Vagabundo das Mãos de Ouro.

A farsa poético-política O Vagabundo das Mãos de Oiro (1960) foi traduzida para alemão em 1978, integrando a antologia teatral Dialog Stücke aus Portugal: Santareno, Coutinho, Rebello, Correia (Berlim, 1978).  Em 1980, foi a vez de uma tradução húngara desta peça, incluída na antologia teatral Az aranykezű csavargó - Mai portugál drámák.  Considerada por muitos a obra prima do autor, a mesma peça recebeu em 2001 uma tradução para italiano com inclusão na antologia Teatro Portoghese del XX Secolo, autoria de Sebastiana Fadda e com publicação pela Bulzoni Editore. 
A sua obra foi por algumas vezes alvo de estudo académico, como são exemplos a Universidade de Cardiff - Reino Unido ou Universidade de Paris-Sorbonne. Também em 1996, na Universidade de Grenoble (França) foi concluída uma tese sobre a sua obra. Em 2018 foi publicado um texto crítico ao romance Desporto-Rei na Universidade Federal Rural de Pernambuco (Brasil). Durante a sua vida, Romeu Correia foi sócio honorário de várias colectividades de cultura e recreio, um pouco por todo o país.
A sua biografia pode ser encontrada em vários dicionários de autores internacionais como The International Authors and Writers Who's Who (Cambridge-Inglaterra); Who's who in the World (Chicago- Estados Unidos); Who's Who in Europe (Amesterdão - Holanda); ou Dictionary of International Biography (Cambridge - Inglaterra).

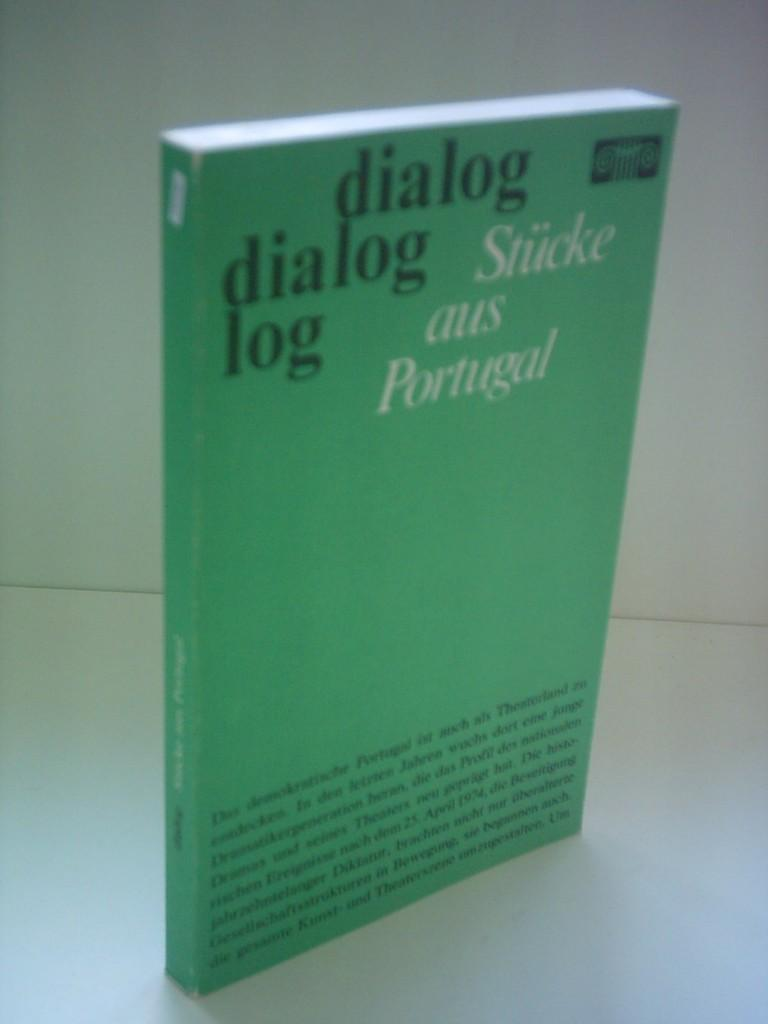
Antologia teatral em alemão com a tradução da peça O Vagabundo das Mãos de Ouro.

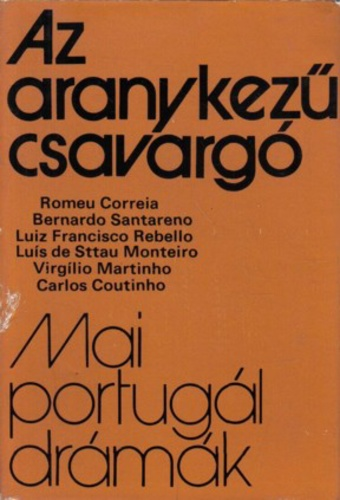
Antologia teatral em húngaro com a tradução da peça O Vagabundo das Mãos de Ouro.

## Palmarés Desportivos
1936 - Campeão de Lisboa no Lançamento do Peso (principiantes - marca: 13,51m)
1936 - Campeão Nacional de Lançamento do Peso (Juniores)
1937 - Campeão Escolar no Lançamento do Peso
1938 - Vencedor da Estafeta Olímpica 300 X 400 X 200 X 100 metros
1940 - Campeão de Lisboa no Lançamento do Peso
1943 - Campeão Regional de Lançamento do Peso (marca: 13,66 m)
1943 - Campeão Nacional de Lançamento do Peso (marca: 13,67 m)
1944 - Campeão de Lisboa no Lançamento do Peso
1945 - Campeão Nacional de Lançamento do Peso
1945 - Campeão Nacional de Lançamento do Dardo
Durante três anos, Romeu Correia fez pugilismo no Clube Desportivo Lisgás. Disputou 18 combates e venceu 17, oito deles por KO.
Nota: Em 1938 o atleta António Calado foi selecionado para representar Portugal nos Campeonatos da Europa de Atletismo, em Paris. Para ajudar o colega a angariar dinheiro para as deslocações, Romeu Correia fez várias exibições de cultura física e boxe num circo ambulante.

## Obras
Entre as suas obras encontram-se: 
- Os Gregos (conto, 1942);
- Sábado sem Sol (contos, 1947);
- Trapo Azul (romance, 1948);
- Calamento (romance, 1950);
- Gandaia (romance, 1952);
- Casaco de Fogo (teatro, 1953);
- Desporto-Rei (romance, 1955);
- Céu da minha rua (Isaura) (teatro, 1955);
- Sol na Floresta (teatro, 1957);
- O Vagabundo das Mãos de Oiro (teatro, 1960);
- Bonecos de Luz (romance, 1961);
- Laurinda (teatro, 1964);
- Bocage (teatro, 1965);
- Jangada (teatro, 1966);
- Amor de Perdição (teatro, 1966)
- 3 Peças de Romeu Correia: Laurinda, Sol na Floresta e Céu da minha rua (teatro, 1968);
- O Cravo Espanhol (teatro, 1970);
- Roberta (teatro, 1971);
- Francisco Stromp (biografia, 1973);
- José Bento Pessoa (biografia, 1974);
- Um Passo em Frente (contos, 1976);
- Os Tanoeiros (nova versão de Gandaia) (romance, 1976);
- Homens e Mulheres Vinculados às Terras de Almada - nas artes nas letras e nas ciências (monografia histórica, 1978);
- As Quatro Estações (teatro, 1981)
- Jorge Vieira e o Futebol do seu tempo (biografia, 1981)
- Tempos Difíceis (teatro, 1982);
- O Tritão (romance, 1982);
- Grito no Outono (teatro, 1982);
- O Andarilho das 7 Partidas (teatro, 1983);
- O Passado e Presente do Movimento Associativo (ensaio, 1984);
- O Arrobas (conto, 1985);
- O 23 de Julho (narrativa/ensaio histórico, 1986)
- Portugueses na V Olimpíada (ensaio, 1988);
- Cais do Ginjal (novela, 1989);
- Academia Almadense: Memória de 100 Anos (monografia histórica, 1995);
- Palmatória (teatro, 1995);
- Comédia de Maus Costumes (teatro, 2017).

Em 2021, sob a chancela da Editora Colibri, foram reeditadas duas obras suas com os apoios da Câmara Municipal de Almada e da Associação Promotora do Museu do Neo-Realismo: Cais do Ginjal, novela originalmente lançada em 1989, e Calamento, um romance editado em 1950. 

## Obras (não editadas)
- As Cinco Vogais (teatro, 1951) – A peça foi publicada na revista de arte moderna «Sul», de Florianópolis, Santa Catarina, Brasil, em 1951;
- Desporto-Rei (teatro, 1951);
- Esta Lisboa que eu Amo (teatro de revista em colaboração com Bernardo Santareno, 1958);
- A Gula (teatro, 1969) ;
- Rosa do Adro (adaptação para teatro, 1971) ;
- A Vaga (teatro, 1977) - A peça foi publicada na revista «Vértice», vol. 37, n.º 392-93, janeiro-fevereiro, pp. 56-67, em 1977.
- Tempos Difíceis (teatro, 1982).

## Escrita para Cinema
- A Recompensa (1977), realização de Arthur Duarte, baseado na peça teatral de Ramada Curto | Adaptação de Arthur Duarte e Romeu Correia e Diálogos Adicionais de Romeu Correia